# 聖卡洛斯公園 (佛羅里達州)
聖卡洛斯公園（英語：San Carlos Park）是位於美國佛羅里達州李縣的一個人口普查指定地區。

## 地理
聖卡洛斯公園的座標為26°28′28″N 81°48′56″W / 26.47444°N 81.81556°W，而該地最高點為海拔高度5米（即16英尺）。

## 人口
根據2010年美國人口普查的數據，聖卡洛斯公園的面積為13.10平方千米，當中陸地面積為12.60平方千米，而水域面積為0.50平方千米。當地共有人口16317人，而人口密度為每平方千米1,245人。